# Pelekium varians
Pelekium varians là một loài Rêu trong họ Thuidiaceae. Loài này được (Welw. & Duby) Touw mô tả khoa học đầu tiên năm 2001.